# شينوبو إيشيهارا
شينوبو إيشيهارا ((باليابانية: 石原 忍))‏ (25 سبتمبر 1879 - 3 يناير 1963) هوَ طبيب عيون ياباني، وهو مُبتكر اختبار إيشيهارا والذي يُستعم للكشف عن عمى الألوان. عمل أيضًا جراحًا عسكريًا، وقد ولدَ في طوكيو عام 1879، وتوفيَ في شبه جزيرة إزو عام 1963.